# 메시에 46
메시에 46(NGC 2437)는 고물자리에 있는 산개 성단이다. 1771년 2월 19일 샤를 메시에가 발견하고, 메시에 천체 목록에 넣었다.
M46는 지구에서 약 5,400 광년 떨어져 있으며, 겉보기 등급은 6.1등급이다. 시직경은 27분으로 직경은 약 30 광년이다. 약 3억 년 전에 형성된 것으로 추정되며, 500여 개의 별들로 구성되었다. 이중 150여개는 +13.0등급 이상이다.

## 성단 안의 행성상 성운,NGC 2438
M47의 동쪽에 위치한 산개 성단으로 어떤 망원경으로도 멋진 모습을 볼 수 있는데 성단 안에는 기이하게도 행성상 성운 NGC 2438이 위치한다. 이 행성상 성운은 성단의 중심에서 북쪽으로 7분 떨어져 있는데 존 허셀이 1827년에 처음 발견하였다. 이 행성상 성운은 우연히 성단 내에서 보일 뿐 실제로는 성단보다 훨씬 더 가까운 거리인 약 2,900 광년 떨어져 있다.

## 같이 보기
- NGC 2438
- 행성상 성운
- 산개 성단

- 메시에 천체 목록
- 메시에 천체